# Hala Pisana (Tatry)

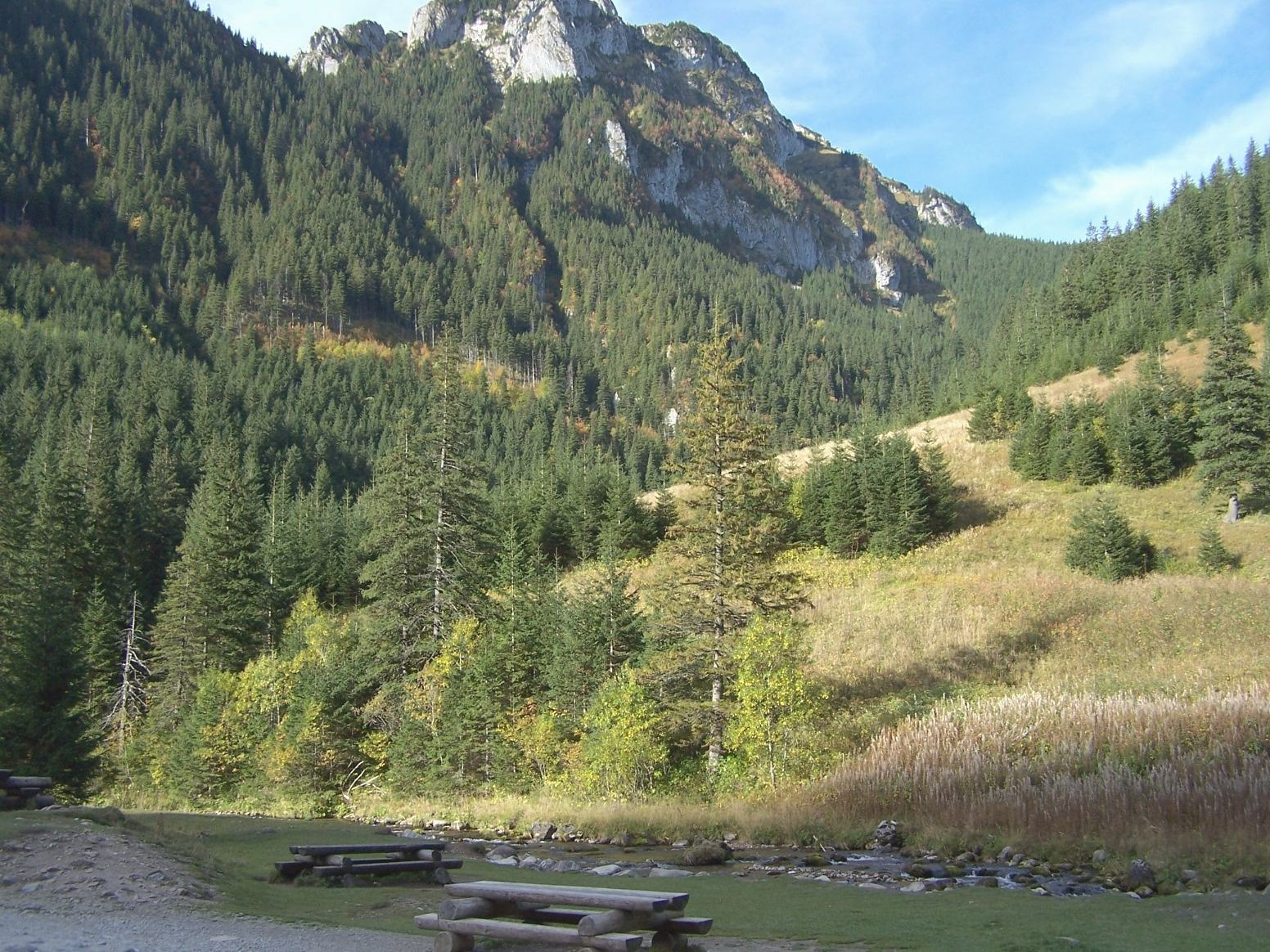
Fragment dawnej Niżniej Hali Pisanej

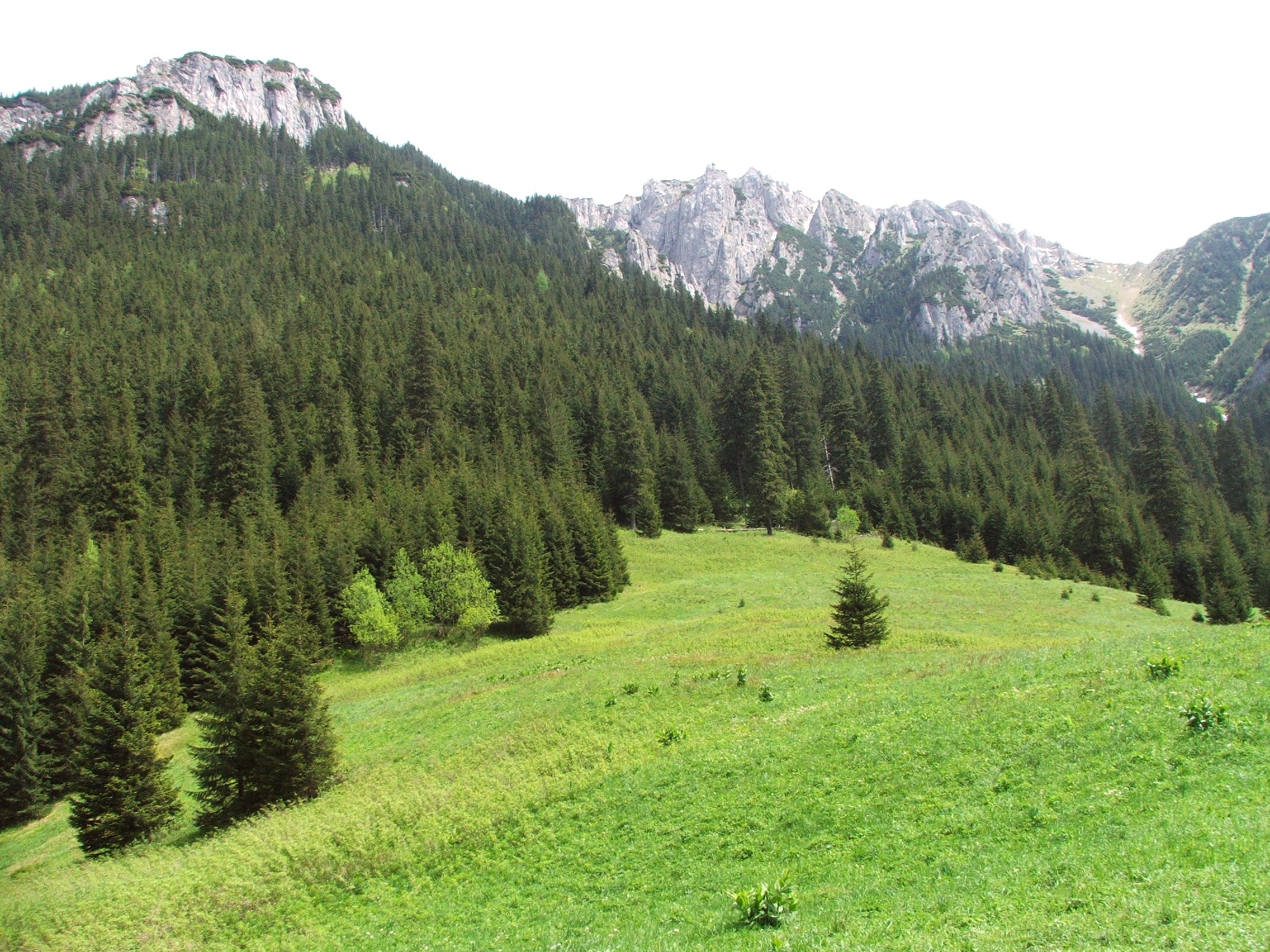
Fragment dawnej Wyżniej Hali Pisanej

Hala Pisana – dawna hala pasterska znajdująca się w Dolinie Kościeliskiej w Tatrach Zachodnich, pomiędzy Pośrednią Kościeliską Bramą (tzw. Bramą Kraszewskiego) a Wyżnią Kościeliską Bramą (Bramą Raptawicką). Po wschodniej stronie hala obejmowała Organy i część Wąwozu Kraków po Upłazkową Turnię, po zachodniej zbocza pomiędzy Raptawicką Granią i masywem Stołów, wraz ze znajdującym się na nich żlebem Żeleźniakiem. W jej skład wchodziły m.in. dwie polany: Niżnia Pisana Polana, leżąca po zachodniej stronie Kościeliskiego Potoku i Wyżnia Pisana Polana, leżąca po jego wschodniej stronie. Położone są na wysokości 1040–1500 m n.p.m. W przeszłości hala była intensywnie wypasana; w 1960 r. wypasano tutaj 250 owiec. Łączna powierzchnia obydwu polan wynosiła ok. 95 ha, z czego właściwe pastwiska stanowiły tylko 12,5 ha, reszta to halizny, lasy, kosodrzewina i nieużytki. Dodatkowa powierzchnia serwitutowa hali wynosiła 123,88 ha. Obydwie polany miały niewielką wartość użytkową; przyrost trawy był niewielki, ponadto położone są na stromych stokach, przechodzących górą w usypiska skalne trudne do wypasania, bardzo zaś cenne z przyrodniczego punktu widzenia, gdyż porośnięte rzadkimi gatunkami wapieniolubnych roślin alpejskich.
Na początku lat 60. zaprzestano wypasu polan. Niżnia Pisana Polana jest obecnie niemal całkowicie zarośnięta lasem. Na Wyżniej Pisanej Polanie, zwanej obecnie Polaną Pisaną, pozostał jeszcze niezalesiony fragment, umożliwiający podziwianie imponujących wapiennych turni: Zdziarów Pisaniarskich, Organów, Ratusza, Saturna, Upłazkowej i Zbójnickiej Turni, Raptawickiej Turni i potężnych Stołów. Znajdują się też tutaj ławki i stoły dla turystów oraz końcowy postój dorożek góralskich.
Hala Pisana stanowi odrębną miejscowość typu schronisko turystyczne.

## Szlaki turystyczne
– przez Polanę Pisaną przebiega zielony szlak z Kir dnem Doliny Kościeliskiej do schroniska na Hali Ornak.
- Czas przejścia z Kir na polanę: 1:10 h, ↓ 1:10 h
- Czas przejścia z polany do schroniska: 30 min, ↓ 25 min

 – żółty, jednokierunkowy szlak przez Smoczą Jamę w Wąwozie Kraków. Szlak rozpoczyna się nieco za południowym krańcem Polany Pisanej i biegnie przez wąwóz i jaskinię do zejścia na polanę. Czas przejścia: 50 min